# 歯性上顎洞炎
歯性上顎洞炎（しせいじょうがくどうえん）とは、歯および周囲組織の病変（根尖病変）が波及したり、上顎痩や歯根の迷入により起こる炎症である。
眼窩下部の拍動痛や原因歯の圧痛、歯肉頬移行部の発赤、腫脹、後鼻漏などの鼻症状、発熱や倦怠感などの全身症状。
急性炎症、は原因歯の抜歯と洞内洗浄を行い、慢性炎症の場合は、根治手術を要する。